# أسماء بوجيبار
أسماء بوجيبار (مواليد 26 أبريل 1984) هي عالمة جيوفيزياء مغربية فرنسية. تعد أول امرأة مغربية تنضم إلى وكالة ناسا. تعمل أستاذة باحثة منذ عام 2021 في جامعة واشنطن الغربية، وتُعرف بأبحاثها حول الجرم المتباين.

## السيرة الذاتية
تلقت أسماء بوجيبار تعليمها في المغرب قبل أن تواصل دراستها في فرنسا. حصلت على شهادة الباكالوريا العلمية من ثانوية ليوطي بالدار البيضاء عام 2004. بعد ذلك، درست لمدة عام في مجال البيولوجيا، كما تلقت دروسًا في الفنون التشكيلية والهندسة المعمارية. ثم تابعت دراستها في علوم الأرض بجامعة رين 1، حيث حصلت على إجازة في التخصص.
في عام 2010، نالت درجة الماجستير في علم البراكين والماغما من جامعة بليز باسكال في كليرمون فيران، حيث واصلت دراستها وحصلت على دكتوراه في علم الصخور عام 2014. وفي 22 أكتوبر من نفس العام، حصلت على الجنسية الفرنسية عن طريق التجنيس.
في عام 2014، تقدمت بطلب للانضمام إلى وكالة الفضاء الأمريكية وتم اختيارها من بين مئات المرشحين لشغل منصب باحثة ما بعد الدكتوراه في مركز لندون بي جونسون للفضاء في هيوستن، تكساس، لتصبح بذلك أول امرأة مغربية تنضم إلى ناسا. هناك، ركزت أبحاثها على دراسة ظروف تشكل كوكب عطارد.
في عام 2016، حصلت على وسام المكافأة الوطنية من درجة فارس، الذي منحه لها الملك محمد السادس بمناسبة الذكرى السادسة عشرة لتوليه العرش. في نفس العام، انضمت إلى معهد كارنيجي للعلوم بواشنطن العاصمة كباحثة، ووجهت أبحاثها نحو دراسة تشكل نواة كوكب المريخ.
في عام 2017، شاركت في حملة «#DreamBig Princess» التي نظمتها شركة والت ديزني، وهي حملة تصوير سلطت الضوء على نساء ملهمات من جميع أنحاء العالم، وذهب ريعها لصالح برنامج Girl Up التابع لمؤسسة الأمم المتحدة.

## أعمالها
في عام 2009، كجزء من دراستها في السنة الأولى من الماجستير، أجرت أسماء بوجبار تدريبًا في مختبر علوم الأرض بجامعة لاريونيون، حيث قامت بمقارنة الصخور المعروفة باسم «بينتاد» بين بركان بيتون دي نيجيه وبركان بيتون دو لا فورنيز.
في عام 2010، أجرت تدريبًا بحثيًا في مختبر الماغما والبراكين بجامعة بليز باسكال في كليرمون فيران، حيث ركز بحثها على دراسة التوازنات الفيزيائية والكيميائية بين الوشاح الصخري والنواة في سياق تشكل الكواكب الصخرية. وفي العام نفسه، قامت بتدريب بحثي آخر في معهد دراسة المناطق الداخلية للأرض في أوكاياما، اليابان.
في عام 2014، قدمت أطروحتها البحثية في جامعة بليز باسكال، والتي تناولت دراسة التوازنات الكيميائية في سياق تكتل الكواكب الأرضية وتمييزها الجيولوجي.
حاليًا، تعمل كأستاذة محاضرة في جامعة واشنطن الغربية، وهي معروفة بأبحاثها حول تمايز الكواكب. كما تحظى بتقدير في الأوساط العلمية لاكتشافاتها المتعلقة بتشكل الأرض وتكوينها، بالإضافة إلى دراساتها حول تطور كوكب عطارد والكواكب الخارجية.
نشرت العديد من المقالات العلمية في مجلات متخصصة مثل رسائل علوم الأرض والكواكب، واتصالات الطبيعة، وفيزياء وكيمياء المعادن .

## أبحاثها
- تقييم تصنيف حبيبات كربيد السيليكون ما قبل الشمس باستخدام التجميع التوافقي مع طرق إعادة العينات: تقييم مدى الثقة في تخصيص الحبوب، غريثر هيستاد وآخرون، إشعارات الشهرية للجمعية الفلكية الملكية، 2022.[19]
- انصهار وكثافة MgSiO3 تم تحديدها بواسطة ضغط الصدمة على البريجمانيت حتى 1254 (جيجا باسكال، يينغوي في وآخرون)، ناتشر كوميونيكيشنز، 2021.[20]
- تحليل الكتل لحبيبات كربيد السيليكون ما قبل الشمس: تقييم تصنيفها وآثارها الفلكية، (أسماء بوجيبار وآخرون).[21]
- عمليات الأوكسدة والاختزال في تكوّن الأرض المبكر وفي الأجسام الأرضية، (كيفين رايتر وآخرون)، إليمنتس، 2020.
- البنية الداخلية للكواكب العظيمة والحالات الحرارية الأولية، (أسماء بوجيبار وآخرون).[22]
- توزيع الصوديوم والبوتاسيوم والروبيديوم والسيزيوم في نوى الأرض والمريخ وفيستا وفقًا لتجارب تقسيم المواد، (أسماء بوجبار وآخرون)، جي أوكيميكيا آت كوزموكيميكيا آكتا، 2020.[23]
- تقسيم اليورانيوم والثوريوم والبوتاسيوم بين المعدن والسيليكات والكبريتات وآثاره على بنية كوكب عطارد، محتواه المتقلب، وإنتاج الحرارة الإشعاعية، )أسماء بوجبار وآخرون)، الأمريكان مينيرولوجيست، 2019.[24]
- القيود التجريبية على الدينامو الجيولوجي المدفوع بتحلل أكسيد المغنيسيوم، (زيشيكسو دو وآخرون)، خطابات البحث الجيوفيزيائية، 2019.[25]
- أثر السيليكون على معاملات النشاط للعناصر الحديدية (الذهب، البلاديوم، البلاتين، الفوسفور، الغاليوم، النحاس، الزنك، والرصاص) في الحديد السائل: أدوار تشكيل النواة، الكبريتات المتأخرة، والغلاف الخارجي في تشكيل الكيمياء الجيولوجية للوشاح الأرضي، (كيفين رايتر وآخرون)، جي أوكيميكيا آت كوزموكيميكيا آكتا، 2018.[26]
- انصهار السيليكات أثناء تشكيل نواة الأرض، (علي بوحيفظ وآخرون)، كيمياء الجيولوجيا، 2017.
- نحو نموذج متماسك لسلوك الانصهار للوشاح العميق للأرض، دينيس أندراولت وآخرون، فيزياء الأرض وداخل الكواكب، 2017.
- توزيع الأنتيمون والزرنيخ والجاليوم والإنديوم بين المعدن والسيليكات أثناء التكوين والتراكم في الأرض، (كيفين رايتر وآخرون)، جي أوكيميكيا آت كوزموكيميكيا آكتا، 2017.
- دمج الحديد 2+ و 3+ في البريجمانيت أثناء تبلور محيط الماجما، (أسماء بوجيبار وآخرون)، الأمريكان مينيرولوجيست، 2016.
- التجزئة الكيميائية الكونية عن طريق التآكل التصادمي أثناء تكوّن الأرض، (أسماء بوجيبار وآخرون)، ناتشر كوميونيكيشنز، 2015.
- تقسيم الكبريت بين المعدن والسيليكات، القيود التجريبية والديناميكية الحرارية الجديدة على التراكم الكوكبي، (أسماء بوجيبار وآخرون)، إشعارات علوم الأرض والكواكب، 2014.
- نمو الحواف التفاعلية للرينغوودايت من بيروفسكايت MgSiO3 والبيريكلاز عند 22.5 جيجا باسكال و1800 درجة مئوية، (أكيرا شيموجوكو وآخرون)، فيزياء وكيمياء المعادن، 2014.

## وصلات خارجية
- لقاء أسماء بوجيبار مع قناة الحرة
- ملك المغرب يوشح أسماء بوجيبار بوسام المكافأة الوطنية من درجة فارس